# Fredrik Kronkvist

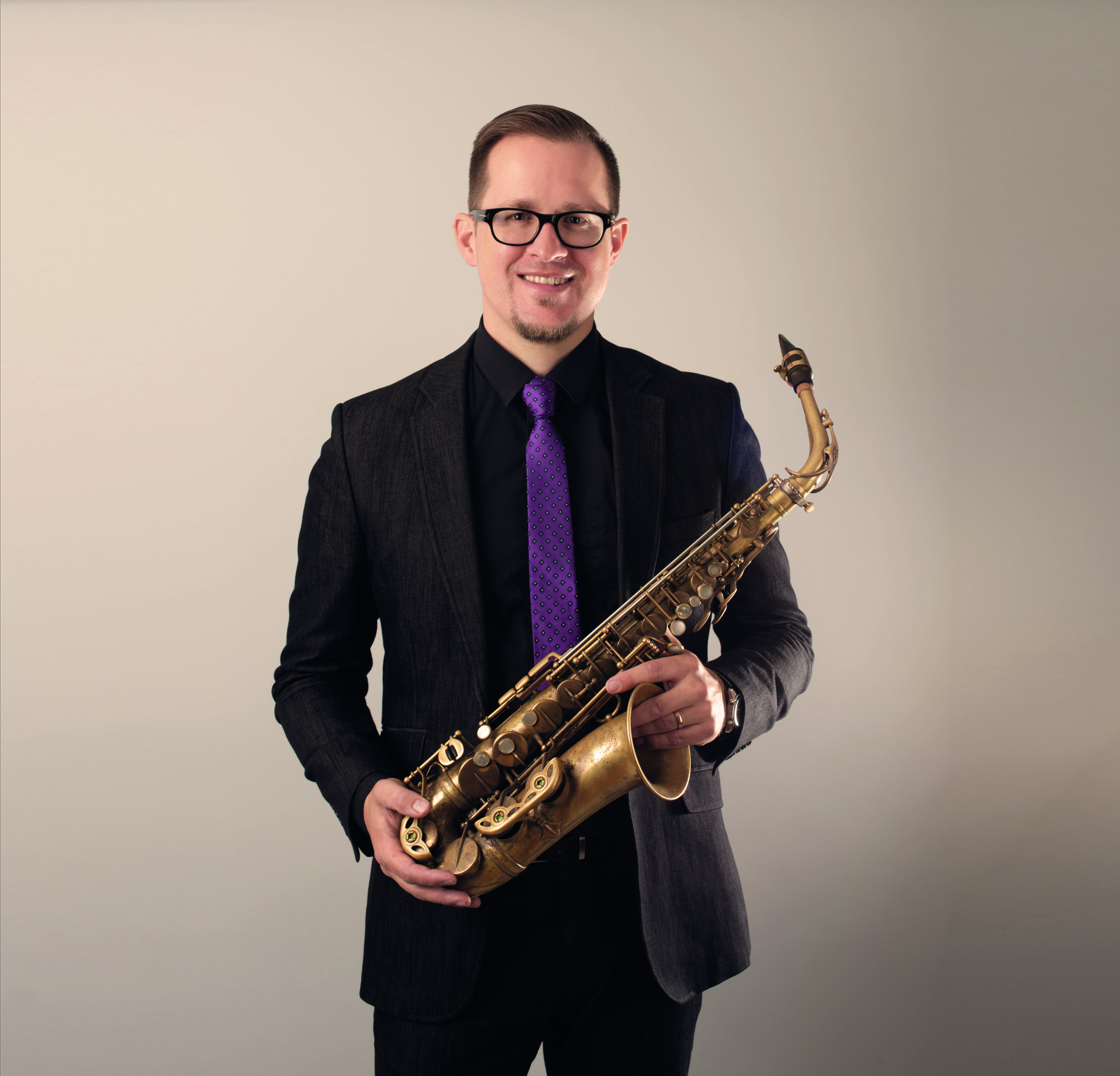
Fredrik Kronkvist (2018)

Fredrik Kronkvist (* 25. Juli 1975 in Trelleborg) ist ein schwedischer Jazzmusiker (Altsaxophon, Flöte, Komposition).

## Wirken
Kronkvist, der ab 1997 mit kubanischen Musikern in Schweden auftrat und 1999 mit Calixto Oviedo tourte, schloss 2000 seine Studien am Malmö College of Music mit einem Master ab. Im Folgejahr wurde er Mitglied im Quintett von Anders Bergcrantz, mit dem er beim JazzFest Berlin auftrat. Auf dem Copenhagen Jazz Festival stellte er sein eigenes Quartett vor. In unterschiedlichen Besetzungen legte er Alben vor, zunächst 2002 mit dem Trio von Jan Lundgren. 2020 veröffentlichte er mit Kronicles das 15. Album unter eigenem Namen. Daneben gehörte er zum Un X Pected Brazilian Project (Unite, 2011). Auch ist er auf Alben von Joe Spinaci and the Brookolino Orchestra, der  Martin Sjöstedt Band, Per-Oscar Nilsson Group, René Sandoval 4, Scan-Am Quartet, The Stockholm Jazz Orchestra, Urban Elements und A Bossa Elétrica zu hören.

## Preise und Auszeichnungen
- 2002 – Jazzkatten als Nachwuchsmusiker des Jahres
- 2003 – Erster Preis beim belgischen Wettbewerb Jazz Hoeilaart International
- 2010 – Goldnadel des Vereins Jazz i Malmö
- 2016 – Nominiert für einen schwedischen Grammis für das Album Monk Vibes

## Diskographische Hinweise
- 2003 – Altitude mit Daniel Tilling, Martin Sjöstedt & Daniel Fredriksson
- 2005 – Miriam Aïda & Fredrik Kronkvist with Monday Night Big Band Live at the Palladium
- 2010 – Scan-Am Quartet feat. Søren Møller, Morten Ramsbøl, Jason Marsalis
- 2011 – Improvised Action mit Jonas Kullhammar, Raynald Colom, Martin Sjöstedt, Petter Eldh & Snorre Kirk
- 2014 – Reflecting Time mit Aaron Goldberg, Reuben Rogers & Gregory Hutchinson[3]
- 2015 – Monks Vibes mit Jason Marsalis, Reuben Rogers & Gregory Hutchinson
- 2017 – Afro-Cuban Supreme mit Miriam Aïda, Eliel Lazo, Jason Marsalis, Johnny Åman & Martin Sjöstedt
- 2020 – Kronicles mit Orrin Evans, Martin Sjöstedt und Jeff Tain Watts